# Dendrophthora diffusa
Dendrophthora diffusa là một loài thực vật có hoa trong họ Santalaceae. Loài này được Kuijt mô tả khoa học đầu tiên năm 1987.